# Acetato de linalilo
El acetato de linalilo o linaloílo es una forma natural fitoquímica que se encuentra en muchas flores y especias de plantas. Es uno de los principales componentes de los aceites esenciales de bergamota y lavanda. Químicamente, es el éster acético de linalool. Al igual que este último, el acetato de linalilo puede presentarse en dos formas enantiómeras. En el aceite de lavanda la forma predominante es la R.
En el mundo se fabrican importantes cantidades de acetato de linalilo sintético, que es un ingrediente muy habitual para la fabricación de perfumes.
El producto sintético se puede utilizar también como un adulterante en aceites esenciales para hacerlos más comercializables. Por ejemplo, se puede añadir al aceite de lavandín que se vende luego como el más deseable aceite de lavanda. Si el acetato sintético utilizado es racémico (igual cantidad de enantiómeros R y S), la adulteración puede ser detectada mediante el análisis de la pureza enantiomérica.
Este compuesto químico tiene un sabor similar a la forma en la que huele, poseyendo un agradable olor afrutado que recuerda la esencia de menta bergamota. Se encuentra en Mentha citrata y es ligeramente tóxico para los seres humanos, tóxico para los peces y extremadamente tóxico para las dafnias. El acetato de linalilo también es combustible. 